# WWE-pay-per-viewevenementen 2017
Dit is een kleine overzicht van WWE-pay-per-viewevenementen in 2017 die georganiseerd en geproduceerd werden door de Amerikaanse worstelorganisatie WWE.

## Evenementen
| Evenement                              | Datum                                 | Locatie                         | Stad                       |
| -------------------------------------- | ------------------------------------- | ------------------------------- | -------------------------- |
| United Kingdom Championship Tournament | 14 januari 2017                       | Blackpool, Lancashire, Engeland | Empress Ballroom           |
| United Kingdom Championship Tournament | 15 januari 2017                       | Blackpool, Lancashire, Engeland | Empress Ballroom           |
| NXT TakeOver: San Antonio              | 28 januari 2017                       | San Antonio, Texas              | Freeman Coliseum           |
| Royal Rumble                           | 29 januari 2017                       | San Antonio, Texas              | Alamodome                  |
| Elimination Chamber                    | 12 februari 2017                      | Phoenix, Arizona                | Talking Stick Resort Arena |
| Fastlane                               | 5 maart 2017                          | Milwaukee, Wisconsin            | Bradley Center             |
| NXT TakeOver: Orlando                  | 1 april 2017                          | Orlando, Florida                | Amway Center               |
| WrestleMania 33                        | 2 april 2017                          | Orlando, Florida                | Camping World Stadium      |
| Payback                                | 30 april 2017                         | San Jose, Californië            | SAP Center                 |
| United Kingdom Championship Special    | 7 mei 2019 Uitgezonden op 19 mei 2017 | Norwich, Norfolk, Engeland      | Epic Studios               |
| NXT TakeOver: Chicago                  | 20 mei 2017                           | Rosemont, Illinois              | Allstate Arena             |
| Backlash                               | 21 mei 2017                           | Rosemont, Illinois              | Allstate Arena             |
| Extreme Rules                          | 4 juni 2017                           | Baltimore, Maryland             | Royal Farms Arena          |
| Money in the Bank                      | 18 juni 2017                          | St. Louis, Missouri             | Scottrade Center           |
| Great Balls of Fire                    | 9 juli 2017                           | Dallas, Texas                   | American Airlines Center   |
| Battleground                           | 23 juli 2017                          | Philadelphia, Pennsylvania      | Wells Fargo Center         |
| NXT TakeOver: Brooklyn III             | 19 augustus 2017                      | Brooklyn, New York              | Barclays Center            |
| SummerSlam                             | 20 augustus 2017                      | Brooklyn, New York              | Barclays Center            |
| Mae Young Classic Finale               | 12 september 2017                     | Paradise, Nevada                | Thomas & Mack Center       |
| No Mercy                               | 24 september 2017                     | Los Angeles, Californië         | Staples Center             |
| Hell in a Cell                         | 8 oktober 2017                        | Detroit, Michigan               | Little Caesars Arena       |
| TLC                                    | 22 oktober 2017                       | Minneapolis, Minnesota          | Target Center              |
| NXT TakeOver: WarGames                 | 18 november 2017                      | Houston, Texas                  | Toyota Center              |
| Survivor Series                        | 19 november 2017                      | Houston, Texas                  | Toyota Center              |
| Clash of Champions                     | 17 december 2017                      | Boston, Massachusetts           | TD Garden                  |